# ارتش دوازدهم (ورماخت)
لشکر دوازدهم ورماخت (به آلمانی:12. Armee) یکی از لشکرهای وابسته به ارتش آلمان نازی (ورماخت) در جنگ جهانی دوم بود.

## فرماندهان
- ویلهلم لیست
- والتر کونتسه
- الکساندر لور
- والتر ونک